# Сор (коммуна)
Сор (фр. Sor) — коммуна во Франции, находится в регионе Окситания. Департамент коммуны — Арьеж. Входит в состав кантона Кастийон-ан-Кузеран. Округ коммуны — Сен-Жирон.
Код INSEE коммуны — 09297.

## Население
Население коммуны на 2008 год составляло 31 человек.
| 1962 | 1968 | 1975 | 1982 | 1990 | 1999 | 2008 |
| ---- | ---- | ---- | ---- | ---- | ---- | ---- |
| 14   | 21   | 22   | 23   | 28   | 33   | 31   |

## Экономика
В 2007 году среди 20 человек в трудоспособном возрасте (15—64 лет) 15 были экономически активными, 5 — неактивными (показатель активности — 75,0 %, в 1999 году было 72,0 %). Их 15 активных работали 14 человек (8 мужчин и 6 женщин), безработным был 1 (0 мужчин и 1 женщина). Среди 5 неактивных 1 человек был учеником или студентом, 2 — пенсионерами, 2 были неактивными по другим причинам.